# Bonner Springs

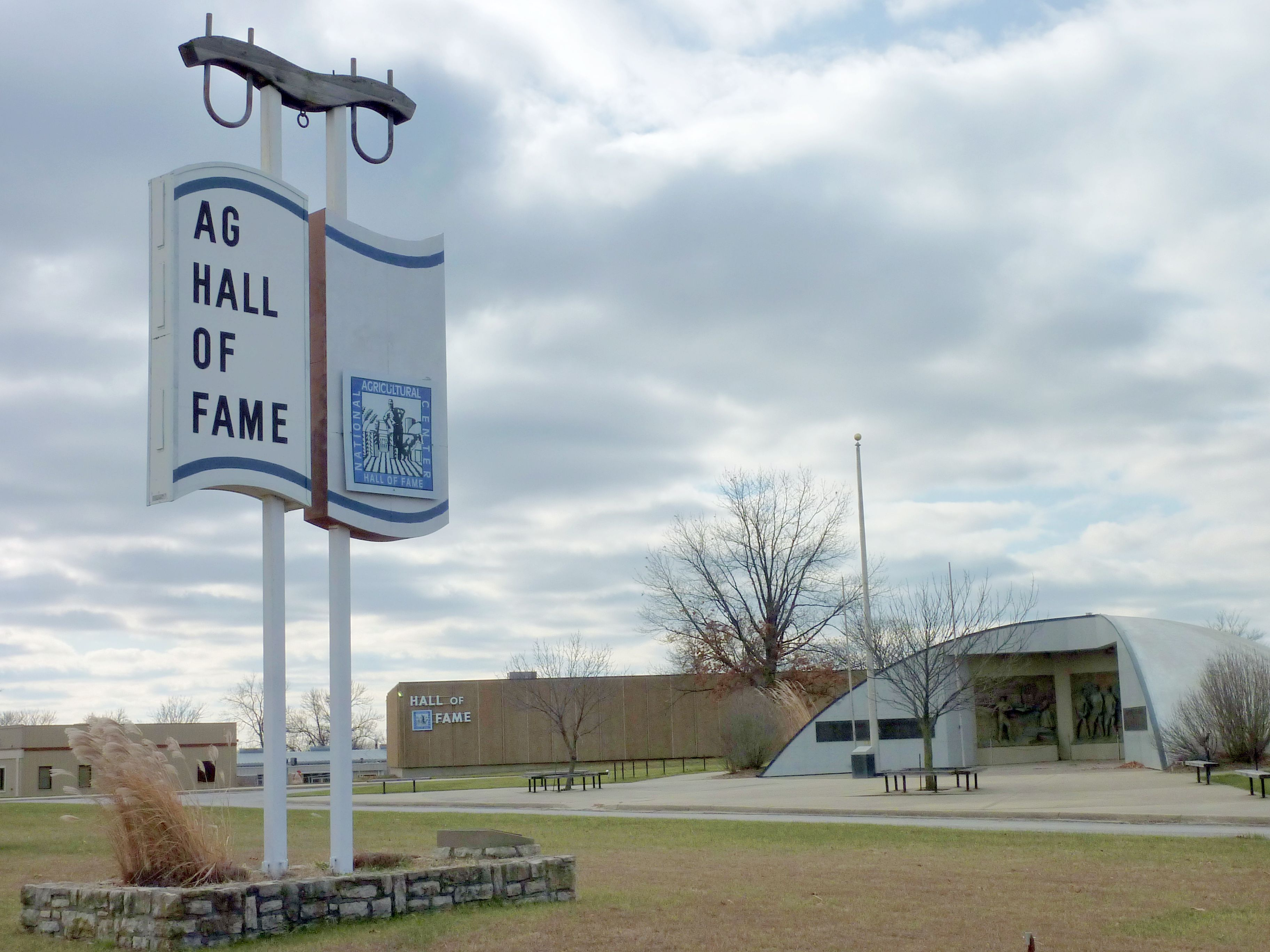
National Agricultural Center and Hall of Fame

Bonner Springs ist ein Ort, der zu Teilen im Johnson County, Leavenworth County und Wyandotte County im US-amerikanischen Bundesstaat Kansas liegt. Das U.S. Census Bureau hat bei der Volkszählung 2020 eine Einwohnerzahl von 7837 ermittelt. 

## Geografie
Bonner Springs liegt auf 39°4'0" nördlicher Breite und 94°52'45" westlicher Länge und wird vom Kansas River durchflossen. In einer Entfernung von ca. 15 Kilometern schließt sich im Osten die Großstadt Kansas City an. Durch den Ort führt der Interstate 70-Highway.

## Geschichtliches
Der erste kleine Handelsposten, ein Trading Post, wurde 1812 unter dem Namen Four House gegründet und später in Tiblow umbenannt. Nach weiterer Erschließung des Gebietes wurde dem Ort 1885 der Name „Bonner Springs“ gegeben. Bis 1898 waren bereits 33 Gebäude errichtet. Kurz darauf wurde ein Opernhaus mit einer Kapazität von 600 Plätzen eröffnet. Eine örtliche Feuerwehr wurde gegründet, und der Ort wuchs in den 1920er und 1930er Jahren wegen der Industrialisierung der Region stetig weiter.
In Jahren mit ungewöhnlich starken Regenfällen schwellen der Missouri River und der Kansas River stark an. Dadurch kann es zu erheblichen Schäden durch Überflutungen im Ort kommen. Besonders schwere Überflutungen ereigneten sich in den Jahren 1903, 1951 und 1993.
Heute befindet sich in Bonner Springs das National Agricultural Center and Hall of Fame sowie das  Wyandotte County Museum and Historical Society und das Sandstone Amphitheater, ein populäres Konzertgebäude. Die Stadt veranstaltet außerdem in jedem Jahr im Herbst das Kansas City Renaissance Festival, ein stark frequentiertes Volksfest.

## Demografische Daten
Im Jahre 2009 wurde eine Einwohnerzahl von 7248 ermittelt, was eine Steigerung um 7,1 % gegenüber dem Jahre 2000 bedeutet. Das Durchschnittsalter betrug 2009 34,3 Jahre.

## Söhne und Töchter der Stadt
- Myra Taylor (1917–2011), US-amerikanische Jazzsängerin